# Isidoro de la Cueva y Benavides
Isidro de la Cueva y Benavides (Madrid, 20 de mayo de 1652 - ibíd., 2 de junio de 1723), IV marqués de Bedmar, fue un militar y político español.

## Biografía
Hijo de Gaspar Benedicto de la Cueva y Mendoza , III marqués de Bedmar, y de su esposa Manuela Enríquez y Osorio, fue caballero de la orden de Sancti Spiritus, comendador de la orden de Santiago en 1691, y grande de España en 1702. 
Inició su carrera militar en una compañía de infantería en Milán. Después pasó a Flandes como maestre de campo de un tercio de infantería española, y ascendió progresivamente hasta gobernador interino de los Países Bajos de 1701 a 1704, durante su gobierno se pierden en favor de la Gran Alianza las ciudades de Venlo (23 de septiembre de 1702), Roermond (7 de octubre), Limburgo en septiembre y Geldern el (21 de diciembre de 1703). En junio de 1703 los borbónicos logran contener a los aliados en la batalla de Ekeren. En 1705 fue nombrado virrey de Sicilia.  A su regreso a Madrid, en 1709, ejerció como ministro de Guerra, gentilhombre de cámara de Felipe V, y consejero de Estado. En enero de 1713 fue nombrado presidente del consejo de Órdenes, cargo que ocupó hasta su muerte en 1723. Fue enterrado en la iglesia de Santa María de la Almudena de Madrid.

## Matrimonio e hijos
Contrajo matrimonio en la capilla del Real Alcázar de Madrid el 19 de noviembre de 1697 con María Manuela de Acuña y de la Cueva, dama de la reina, III marquesa de Asentar, condesa de Villanova, con la que tuvo dos hijas:
1. María Francisca de la Cueva y Acuña, V marquesa de Bedmar.
2. María Teresa de la Cueva y Acuña.

Se casó por segunda vez con Francisca Enríquez de Velasco, con quien no tuvo descendencia.